# Licaria canella
Licaria canella är en lagerväxtart. Licaria canella ingår i släktet Licaria och familjen lagerväxter.

## Underarter
Arten delas in i följande underarter:
- L. c. angustata
- L. c. cannella
- L. c. tenuicarpa